# Хіоське вино

Хіоське вино — сорт вина, що виробляється на грецькому острові Хіос. Це вино було одним з найдорожчих та найвишуканіших протягом античного періоду, та, згідно з давньогрецьким істориком Феопомпом та давньограцькими міфами, воно було першим червоним вином в історії, відомим на той час як «чорне вино». За легендою, виробляти це вино навчив мешканців острова Ойнопіон, син Діоніса.
Починаючи приблизно з V століття до н. е., хіоське вино у великих кількостях експортувалося до Афін, як про це свідчать знахідки великого числа хіоських амфор, знайдених під час сучасних розкопок Афін. Пізніше Плутарх і Афіней описували його як коштовний товар в Стародавній Греції, хоча написи на амфорах з ціною й вказують на невелику розбіжність у цінах в порівнянні з місцевими винами. Це вино також хвалили Герміпп в V столітті до н. е. і Страбон кілька століть потому. Страбон зазначав, що найкраще вино виробляється в Аріусії, у гірській північно-східній частині острова, а Пліній стверджував, що Цезар замовляв саме хіоське вино для своїх тріумфальних бенкетів
До I століття н. е. Хіоське вино потрапляло до Риму лише у невеликих кількостях як ліки, як це часто робилося з екзотичними стравами, та вважалося виключно дорогим. У творах Горація, який писав у I столітті н. е., Насідієнус подавав це вино до важливих вечер. Після I століття хіоське вино стало імпортуватися в набагато більших кількостях, і стало популярним на святах, хоча і продовжувало використовуватися для медичних цілей, зокрема його згадували Гален і Пліній.